# Avon (Indiana)
Avon is een plaats (town) in de Amerikaanse staat Indiana, en valt bestuurlijk gezien onder Hendricks County.

## Demografie
Bij de volkstelling in 2000 werd het aantal inwoners vastgesteld op 6248.
In 2006 is het aantal inwoners door het United States Census Bureau geschat op 9847, een stijging van 3599 (57,6%).

## Geografie
Volgens het United States Census Bureau beslaat de plaats een oppervlakte van
16,5 km², geheel bestaande uit land.

## Plaatsen in de nabije omgeving
De onderstaande figuur toont nabijgelegen plaatsen in een straal van 12 km rond Avon.